# Хатчисон, Кэй Бэйли
Кэй Бэ́йли Ха́тчисон (англ. Kay Bailey Hutchison, урождённая Кэтрин Энн Бэйли, Kathryn Ann Bailey; род. 22 июля 1943, Галвестон, Техас, США) — американский политик, cенатор США от штата Техас (1993—2013), постоянный представитель США при НАТО (2017—2021), член республиканской партии.

## Биография
Кэй Бэйли Хатчисон родилась в Галвестоне, Техас, 22 июля 1943 года. Она выросла и окончила школу в городе Ла-Марк рядом с Галвестоном, а затем училась в Техасском университете в Остине, окончив его в 1967 году.
С 1972 по 1976 год она была членом Палаты представителей Техаса. С 1976 по 1978 год она была вице-председателем Национального совета по безопасности на транспорте.
В 1982 году она участвовала в выборах на место в Палате представителей США от 3-го округа Техаса (расположенного в Далласе), но проиграла Стиву Бартлетту в первичных выборах.
С 1990 по 1993 год она была казначеем штата Техас.
В 1993 году освободилось место сенатора США от Техаса, в результате того, что предыдущий сенатор Ллойд Бентсен принял предложение занять должность министра финансов США. На место Бентсена временно был назначен демократ Роберт Крюгер, но требовались выборы, чтобы подтвердить, кто будет сенатором на время, остававшееся до конца срока Бентсена.
Эти внеочередные выборы (англ. United States Senate special election in Texas) состоялись 6 июня 1993 года, и кандидатами были Роберт Крюгер (от демократов) и Кэй Бэйли Хатчисон (от республиканцев). Хатчисон победила, набрав 67,34 % голосов избирателей. Таким образом, она стала первой женщиной, представляющей Техас в Сенате США, и с 14 июня 1993 года она начала свою работу в качестве сенатора США от штата Техас.
Хатчисон была переизбрана на этот пост в 1994, 2000 и 2006 годах. В выборах 2012 года она не участвовала, и на её место был избран Тед Круз, также представитель республиканской партии, который официально вступил в должность сенатора с 3 января 2013 года.
С февраля 2013 года Кэй Бэйли Хатчисон работает старшим адвокатом (англ. senior counsel) в юридической фирме Bracewell & Giuliani в Далласе.

## Семья
Кэй Бэйли Хатчисон вышла замуж во второй раз в 1982 году, за Рэя Хатчисона, далласского прокурора и политика. (Её первое замужество было недолгим, с 1967 по 1969 год.)
У Кэй Бэйли и Рэя Хатчисона двое приёмных детей (с 2001 года) — Хьюстон Тейлор (сын) и Кэтрин Бэйли (дочь). Кроме этого, у Рэя Хатчисона есть две дочери от предыдущего брака, Бренда и Джулия.